# La casa dels himnes
La casa dels himnes (títol original: Te Fare Hymenee) és un quadre de Paul Gauguin fet el 1892 durant la seva primera estada a Tahití. Pertany a una col·lecció privada, adquirit per última vegada el maig de 2008 en subhasta a Christie's de Nova York per 8,4 milions de dòlars. Es coneix amb el número 477 del catàleg de Wildenstein-Cogniat.
Al cantó dret inferior hi ha la inscripció «P Gauguin 92 TE FARE HYMENEE». El títol en tahitià normalitzat és Te fare hīmene. Te fare, en tahitià, vol dir 'la cabana', o en general 'la casa'; i hīmene és una adaptació tahitiana de l'anglès hymn ('himne'). Gauguin ho escriu amb ortografia francesa, potser influït, o potser cercant un doble sentit, amb hyménée ('himeneu'). Després, en el seu llibre Noa Noa ho escriu iméné. En el catàleg Wildenstein-Cogniat es va traduir com La maison des chants ('La casa dels cants'). Però encara que el mot hīmene pot tenir un sentit ampli de 'cant' o 'càntic', en el quadre es refereix més concretament als himnes com a càntics religiosos.

## Descripció
El quadre mostra l'interior d'una cabana comunitària tahitiana, on és visible en la part superior l'estructura de bigues de fusta coberta tradicionalment de fulles de palma trenades. Tota l'escena és interior i només es veu en la paret del fons un contrallum de l'exterior.
A terra, hi ha un grup nombrós de dones assegudes i majoritàriament vestides amb el vestit imposat pels missioners europeus, i moltes amb barret. A l'esquerra destaca un home dret, girat d'esquena, separat del grup i vestit amb camisa blanca. En primer pla, hi ha dues dones que, inexplicablement, estan dormint. Amb el pareo s'han embolicat fins i tot el cap, i el seu gos està tranquil·lament al seu costat, alienes a la multitud que els envolta.
L'escena està explicada per Gauguin a Noa Noa, un recull de memòries, històries i observacions que va escriure per explicar els seus quadres a la tornada a França el 1893:
Per cantar o xerrar s'apleguen en una mena de cabana comuna. Es comença per una pregària, un vell la recita primer, a consciència, i tota l'assistència la reprèn a manera de tornada! Després es canta. […] Dels seus pits de coure surten vibrants melodies. La primera cantant comença com un ocell altiu. El seu crit potent puja i baixa, tot planant com l'ocell, mentre els altres volen al voltant de l'estel com satèl·lit fidels. Després, tots els congregats, amb un crit bàrbar, un de sol, acaben en acord a la tònica. Són els cants tahitians, els himene.

## Context
Amb la constitució del Regne de Tahití, el 1815, i la conversió al cristianisme del rei Pomare II, els missioners britànics van adquirir protagonisme. A més d'imposar el vestit d'estil missioner, entre altres coses van prohibir ballar i cantar res que no fossin himnes religiosos. Així es van desenvolupar els himene, barrejant l'estil de les cançons polifòniques polinèsiques tradicionals, en què alternen solistes i cors, i els himnes religiosos de la litúrgia protestant britànica.
A més dels càntics dels serveis religiosos, els himene es practicaven com a substituts de les reunions prohibides que se solien fer al vespre per cantar, ballar o xerrar. Les cases de reunions, àmplies cabanes tradicionals, servien per a aquest propòsit, entre d'altres. Com explica Gauguin: «Altres vegades es conten històries per riure. Més rarament, es discuteix sobre qüestions serioses, es fan proposicions assenyades.»
Gauguin va pintar La casa dels himnes l'any 1892, durant l'equador de la seva primera estada a Tahití, que va durar dos anys. Després d'uns mesos en l'ambient colonial de la capital Papeete, va llogar una casa a Mataiea, al litoral sud de l'illa, on hi havia un fare himene portat pels missioners protestants. Va adoptar la jove Teha'amana com la seva vahine, l'amant nativa, que a més va fer servir sovint com a model. Encara que va seguir tenint problemes de salut i financers, va tenir una certa estabilitat i nova inspiració. Precisament Teha'amana significa 'donadora de fortalesa'. Escriu a Noa Noa: «Ens hem fet gairebé amics amb els veïns. Em vesteixo i menjo com ells; quan no treballo, comparteixo la seva vida indolent i alegre».
Després d'acabar el quadre Ia Orana Maria ('Ave Maria'), va entrar en un període especialment productiu pintant una sèrie d'obres importants, que inclouen Nafea faa ipoipo ('Quan et cases?'), Manao tupapau ('L'esperit dels morts vigila'), Parau api ('Què hi ha de nou?') i E haere oe i hia ('On vas?'). En La casa dels himnes incorpora alguna de les figures que ja havia utilitzat, i que després encara utilitzarà en altres quadres.

## Composició
Quasi totes les figures representades són femenines, però podria ser que estiguin asseguts per separat i que Gauguin només mostri el grup de dones. De fet, sembla que estiguin tots esperant, pendents d'alguna cosa a l'esquerra, fora de l'enquadrament. Només es mostra clarament una figura masculina, dreta a l'esquerra i separat del grup de dones. El seu gest d'esquena a l'espectador, ens endinsa en la composició tal com ja ho feia Degas. Aquesta figura podria ser un autoretrat, de forma que seria el mateix pintor el que ens guia cap a l'escena. La seva representació podria ser una variació de Jove amb una flor (1891).
En la primera fila de dones, en destaquen dues que, al contrari de les altres, porten una camisa sense mànigues i un pareo decorat de flors. Les posicions de les dues, a més de la dona de la dreta de tot, estan copiades directament d'obres anteriors: Quan et cases? (1892), On vas? (1892), Dones de Tahití a la platja (1891). Entremig d'elles, la figura d'esquena recorda la figura central de La migdiada (1892).

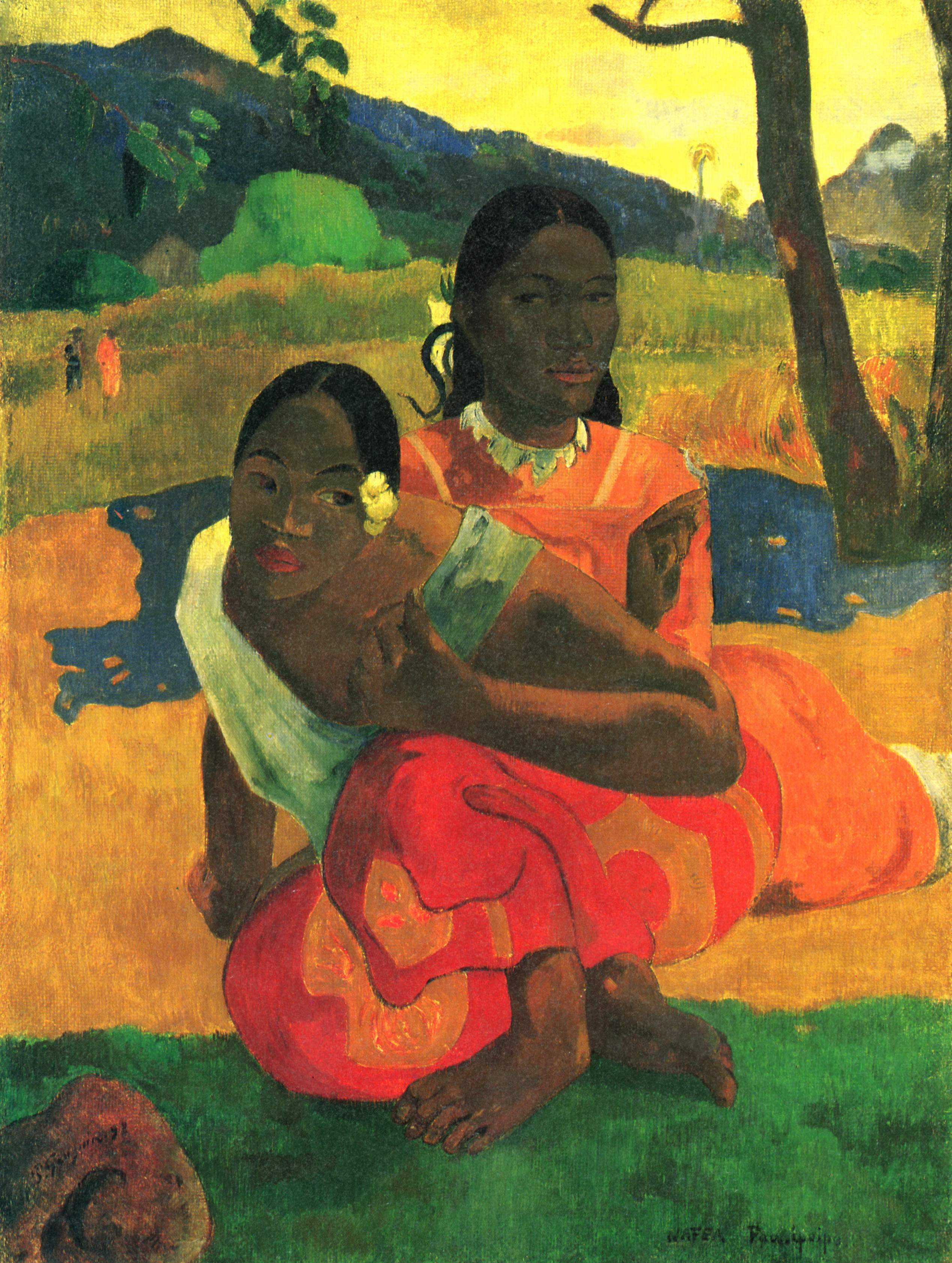
Quan et cases? (1892)
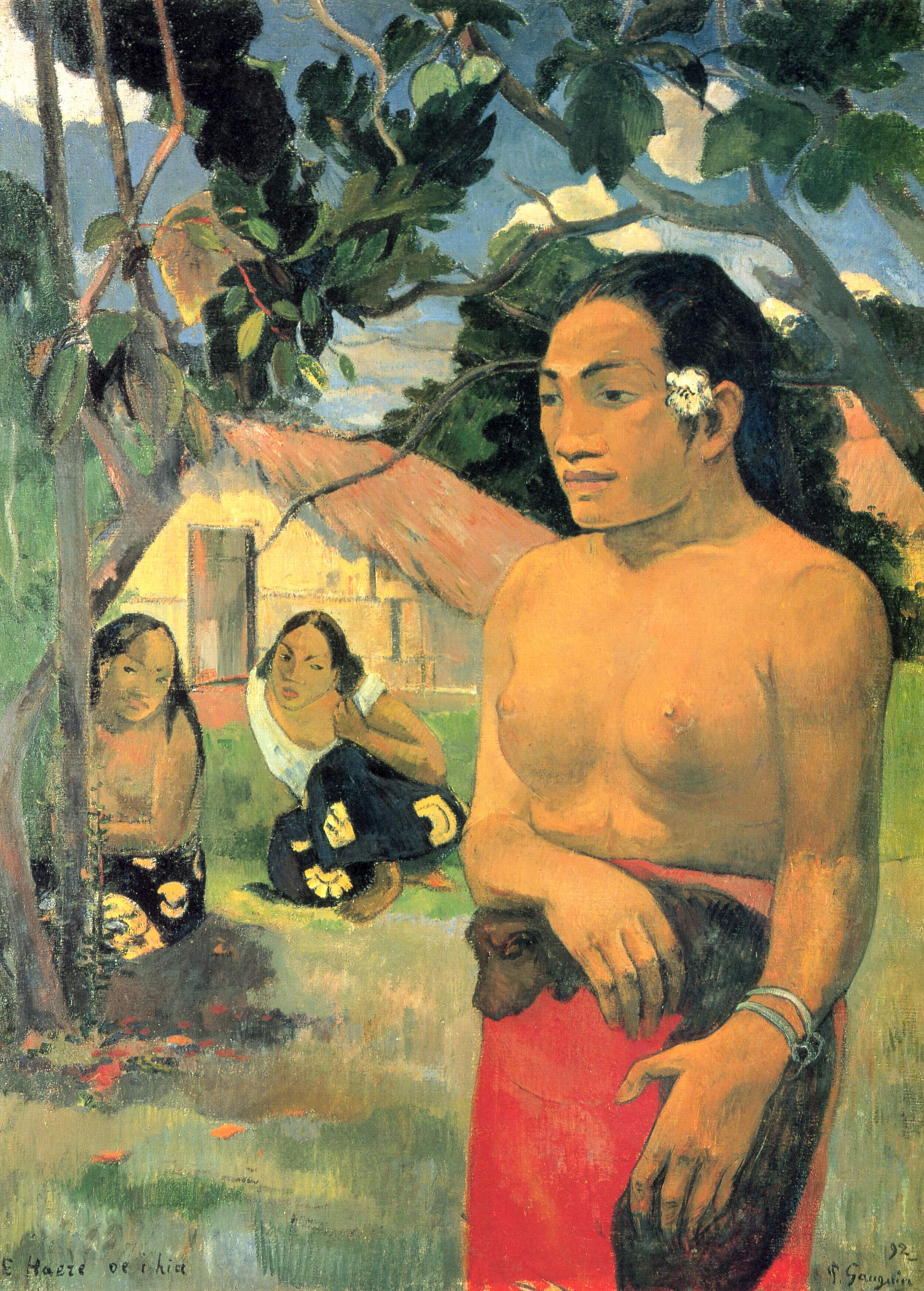
On vas? (1892)
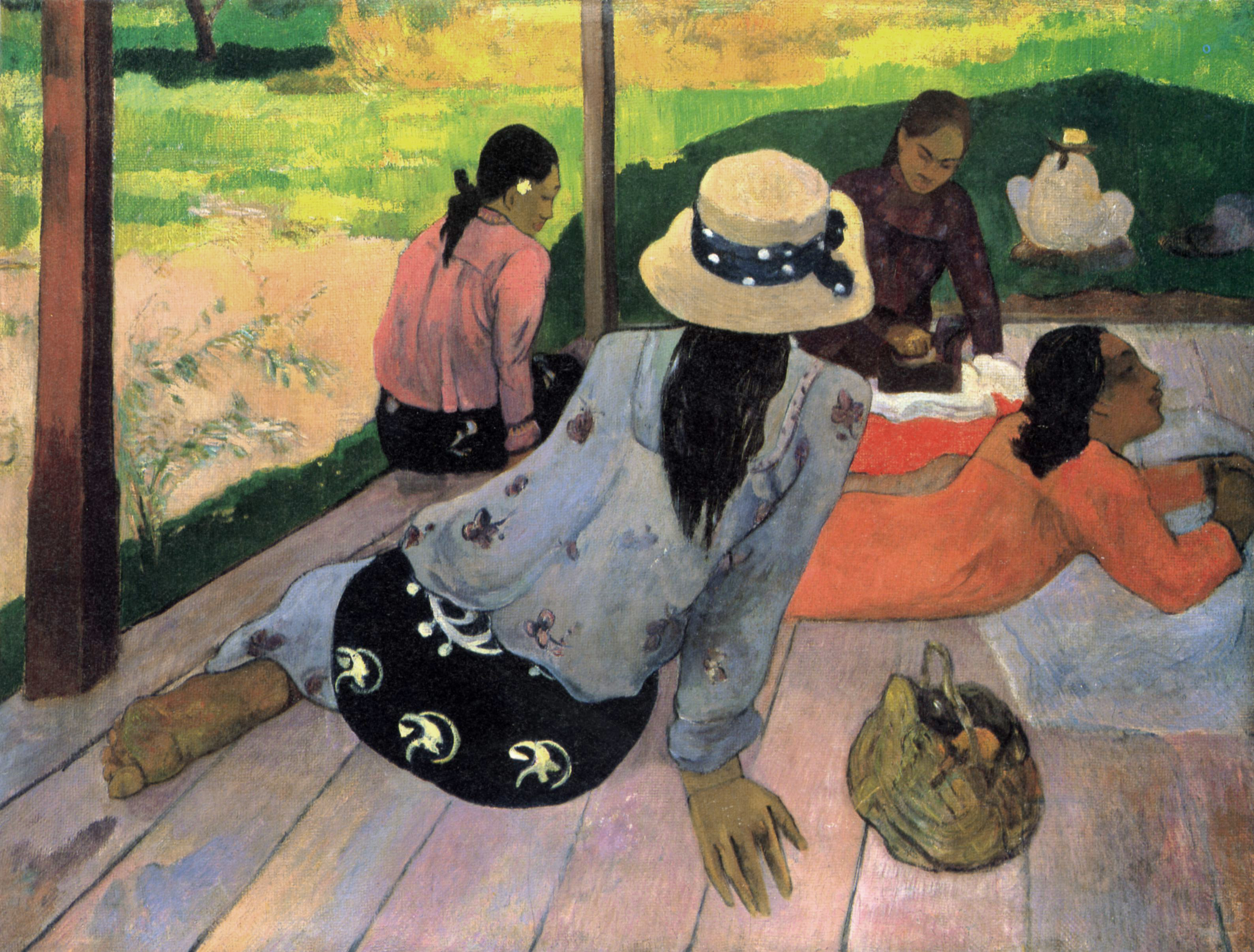
La migdiada (1892)
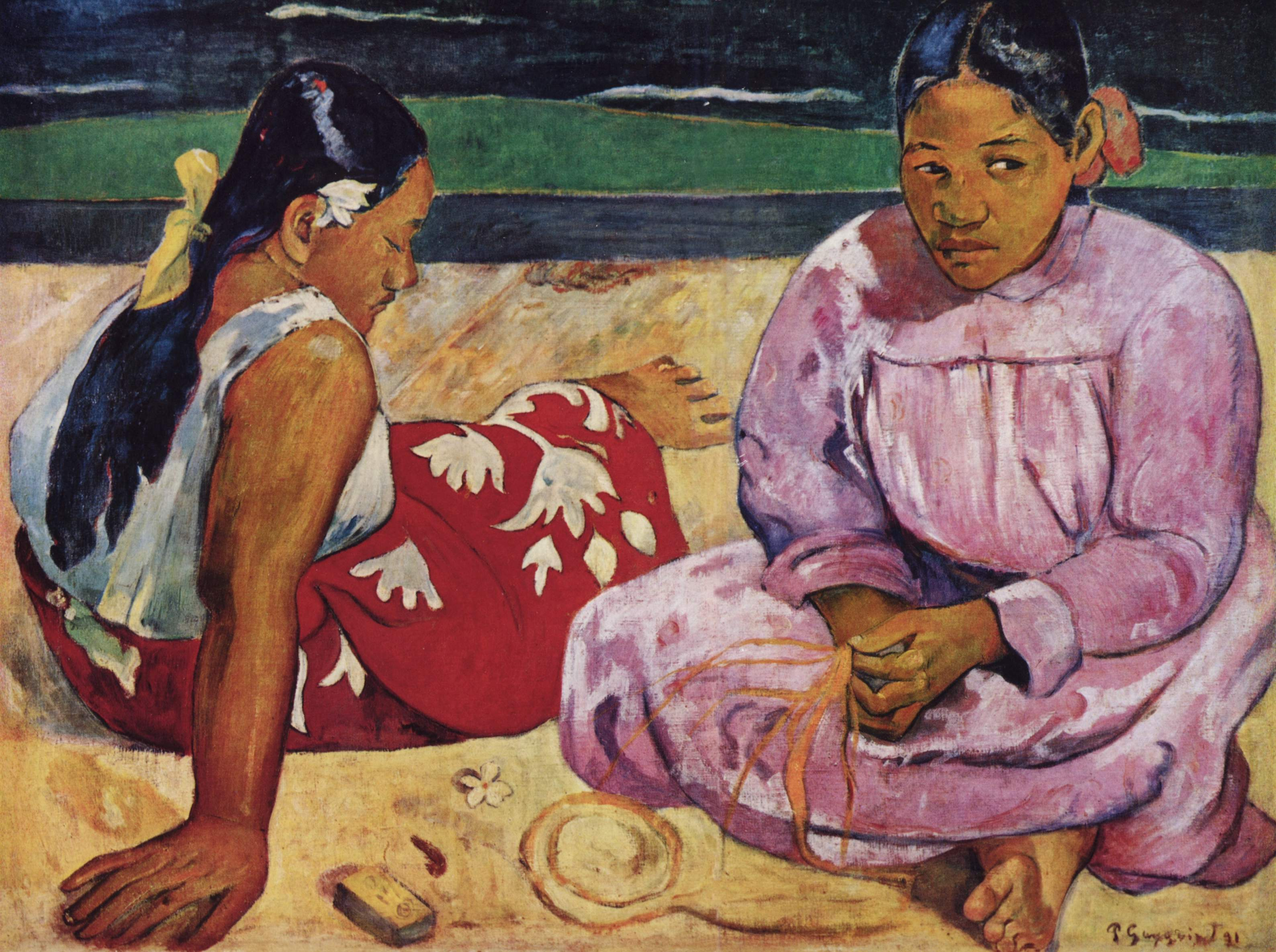
Dones de Tahití (1891)

La inclusió d'aquestes figures sembla incongruent i el seu propòsit no queda clar. Però encara resulten més misterioses les dues dones dormint a terra. Aquestes dues figures ja les havia pintades en Moe Moea (1892). La seva inclusió en la casa dels himnes, dormint tranquil·lament alienes a la multitud que hi ha al seu voltant disposta a cantar, respon a la concepció del simbolisme de Gauguin. En una aquarel·la de l'Àlbum Noa Noa va interpretar de nou l'escena en Réunion nocturne, però vista des de lluny. El mateix dibuix el va usar per una xilografia de la Suite Vollard.

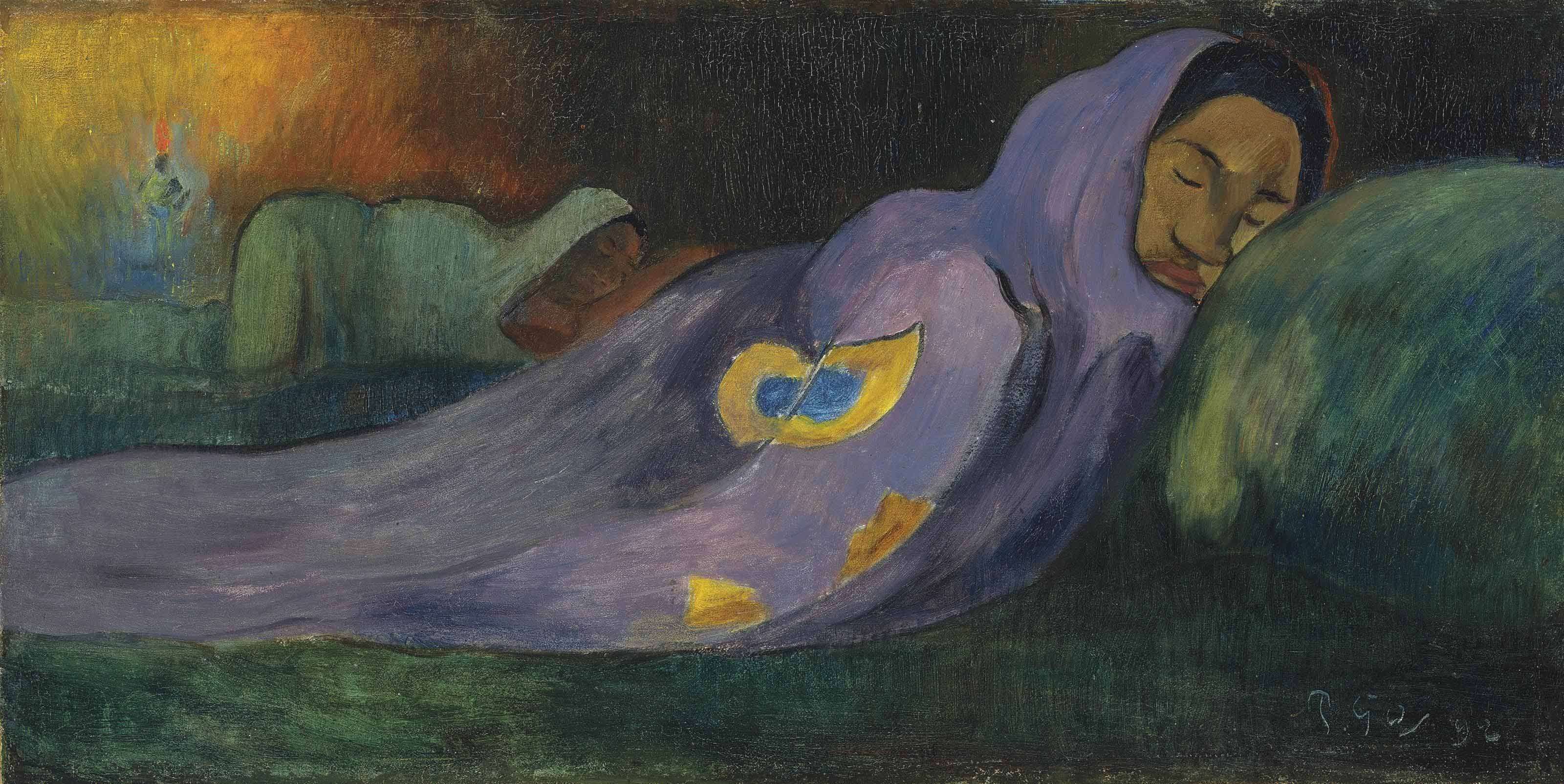
Moe Moea ('El somni'), 1892
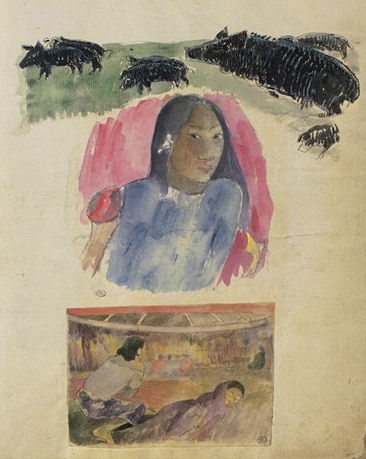
Àlbum Noa Noa: Réunion nocturne, 1896-1900
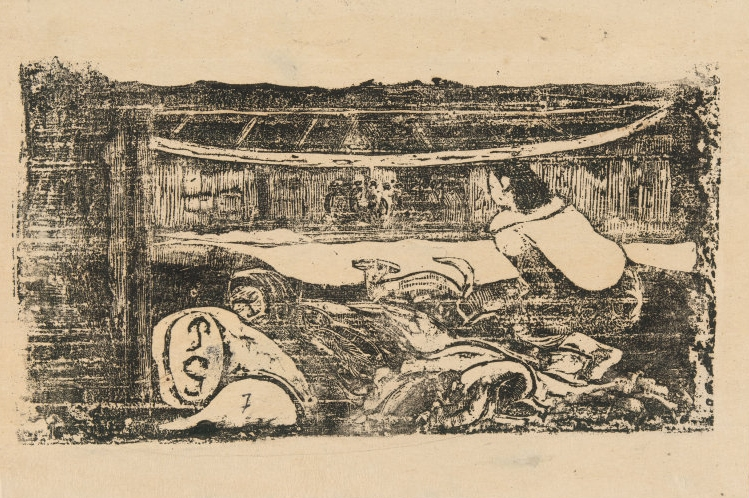
Intérieur de case, xilografia Suite Vollard, 1898-1899

La presència europea és dominant però només superficial, com els vestits missioners. L'artista mostra l'impacte de la influència europea en la vida tradicional tahitiana. Les velles formes i tradicions persisteixen adormides sota la capa superficial de la vida diària a l'illa. Les dones adormides són l'inconscient i la memòria del seu poble.
Tot plegat, la il·luminació, els colors d'interior, la composició, creen un efecte ambiental de confiança i intimitat.